# Jesus of Cool
Jesus of Cool è il primo album del cantautore britannico Nick Lowe, pubblicato dall'etichetta discografica Radar nel marzo 1978. Negli Stati Uniti e in Canada il disco è uscito per la Columbia con il titolo Pure Pop for Now People e una tracklist leggermente differente: è aggiunto il brano Rollers Show, mentre Shake and Pop è sostituito da They Called It Rock ed infine Heart of the City è presente non in versione live bensì da studio.
L'album è prodotto dallo stesso artista, che firma interamente 8 brani e partecipa alla stesura di altri 2 dei 3 rimanenti.
Dal disco vengono tratti i singoli I Love the Sound of Breaking Glass e Little Hitler, mentre So It Goes era stato pubblicato nel 1976.

## Tracce

### Lato A
1. Music for Money
2. I Love the Sound of Breaking Glass
3. Little Hitler
4. Shake and Pop
5. Tonight

### Lato B
1. So It Goes
2. No Reason
3. 36 Inches High
4. Marie Provost
5. Nutted by Reality
6. Heart of the City (live)